# Angk Kaev
Angk Kaev es una comuna (khum) del distrito de Treang, en la provincia de Takéo, Camboya. En marzo de 2008 tenía una población estimada de 3699 habitantes.
Se encuentra ubicada al sur del país, en la llanura camboyana, cerca del río Mekong y de la frontera con Vietnam.